# Michigan Stadium
Michigan Stadium  är en utomhusarena i den amerikanska staden Ann Arbor i delstaten Michigan och har en publikkapacitet på 107 601 åskådare sedan 2015. Den ägs och underhålls av universitetet University of Michigan (U of M). Michigan Stadium är USA:s största och världens näst största arena efter publikkapacitet.
Arenan började byggas den 12 september 1926 och öppnades den 1 oktober 1927 till en konstruktionskostnad på $950 000 (2012 års dollarvärde: $12,9 miljoner), den har också genomgått flertal utbyggnader och 2010 valde U of M att renovera den till en kostnad på $226 miljoner.